# Untereggersberg (Riedenburg)
Untereggersberg ist ein Gemeindeteil der Stadt Riedenburg im Landkreis Kelheim in Niederbayern.

## Geographie
Das Dorf Untereggersberg liegt im Altmühltal am südlichen Ufer des Main-Donau-Kanals auf der Gemarkung Eggersberg.

## Geschichte
Der Ort gehörte zur geschlossenen Hofmark Eggersberg der Freiherren von Bassus, deren Patrimonialgerichtsbarkeit durch die Revolution 1848 aufgehoben wurde. Durch die Eingemeindung der 1818 begründeten Landgemeinde Eggersberg kam Untereggersberg am 1. Januar 1972 zur Stadt Riedenburg.